# Старк, Оскар Викторович
Оскар Викторович Старк (швед. Oskar Ludvig Starck; 16 (28) августа 1846, Гельсингфорс, Великое княжество Финляндское — 13 ноября 1928, Хельсинки, Финляндия) — русский адмирал (20.10.1908), командир Порт-Артура (1898-1902), начальник эскадры Тихого океана (1902-1904).

## Биография
Предки Оскара Викторовича в начале XVIII в. переселились в Россию из Швеции, а в Швецию — из Шотландии. Они принадлежали к септу Старк хайлендерского (горского) клана Робертсон. В 1818 году предки адмирала получили российское дворянство.
Родился 16 (28) августа 1846 года в Гельсингфорсе.
Окончил Морской кадетский корпус (1864), участвовал во многих дальних плаваниях.
Командовал шхуной «Восток» (1874—1877), канонерскими лодками «Горностай» (1878—1886) и «Сивуч» (1886—1889), крейсером «Владимир Мономах» (1891—1892), броненосцем береговой обороны  «Первенец» (1893—1896). Контр-адмирал (14 мая 1896 года).
Младший флагман эскадры Тихого океана с 11 апреля 1898 года по 7 октября 1902 года, командир Порт-Артура с 1 мая 1898 года по 7 октября 1902 года. Затем назначен начальником эскадры Тихого океана. Вице-адмирал (6 декабря 1902 года).
7 февраля 1904 года приказом Е. И. Алексеева назначен временно исполняющим должность командующего флотом Тихого океана, 24 февраля сдал командование вице-адмиралу С. О. Макарову.
Старший флагман флота Балтийского моря (с 17 апреля 1905 года).
Произведён в адмиралы (20 октября 1908 года) и уволен в отставку.
Председатель правления Обуховского завода и Ижорского завода (с 14 января 1908 года).
Оскар Викторович Старк негативно отнёсся к Октябрьской революции.
Умер 13 ноября 1928 года в Хельсинки. Похоронен на Ильинском православном кладбище в районе Лапинлахти.

## Награды
- Орден Святого Станислава 1-й степени (5 апреля 1898 года)
- Орден Святой Анны 1-й степени (1 апреля 1901 года)
- Орден Святого Владимира 2-й степени (29 марта 1904 года)

## Память
Память Оскара Старка увековечена в географических названиях:
- Пролив Старка во Владивостоке отделяющий остров Русский (п-ов Кондратенко) от острова Попова (название присвоено не ранее 1874 г.)[3].
- Бухта Старка (Охотском море, Татарский пролив, бухта обследована в 1874 году, название присвоено в честь лейтенанта О. В. Старка)[3].